# Jaklapallisaurus
Jaklapallisaurus asymmetrica
Genre
Espèce
Jaklapallisaurus est un genre éteint de dinosaures sauropodomorphes herbivores de la famille des Unaysauridae ayant vécu au Trias supérieur (fin du  Norien - début du Rhétien), dans ce qui est maintenant l'Andhra Pradesh, un État de l'Inde.
Une espèce est assignée au genre, l'espèce type, Jaklapallisaurus asymmetrica, décrite par Fernando Novas et ses collègues en 2011.
Il est connu par son holotype, référencé ISI R274, constitué d'un matériel fossile post-crânien recueilli dans la formation de Maleri supérieure (fin du Norien - début du Rhétien) du bassin de Pranhita-Godavari, ainsi que du spécimen référencé ISI R279, comprenant un fémur droit partiel, découvert dans la partie inférieure de la formation de Dharmaram (fin du Norien - Rhétien).
Jaklapallisaurus est un sauropodomorphe basal. Ses restes fossiles ont été découverts avec des restes d'un autre sauropodomorphe basal, Nambalia, d' un guaibasauridé et de deux dinosauriformes basaux.